# Estructura de panal

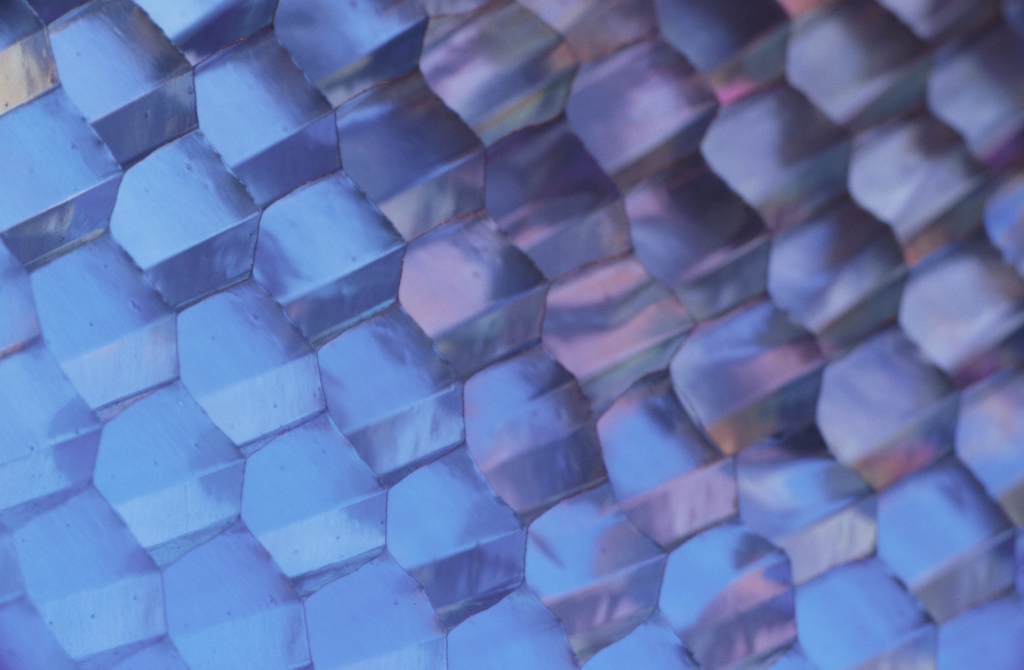
Una imagen de una estructura de panal de aluminio.

La estructura de panal o estructura de nido de abeja es una estructura artificial construida por el hombre que poseen una forma geométrica de panal de abejas con la que se logra alcanzar, con la cantidad mínima de material, el peso y el costo mínimo en la estructura.

## Descripción

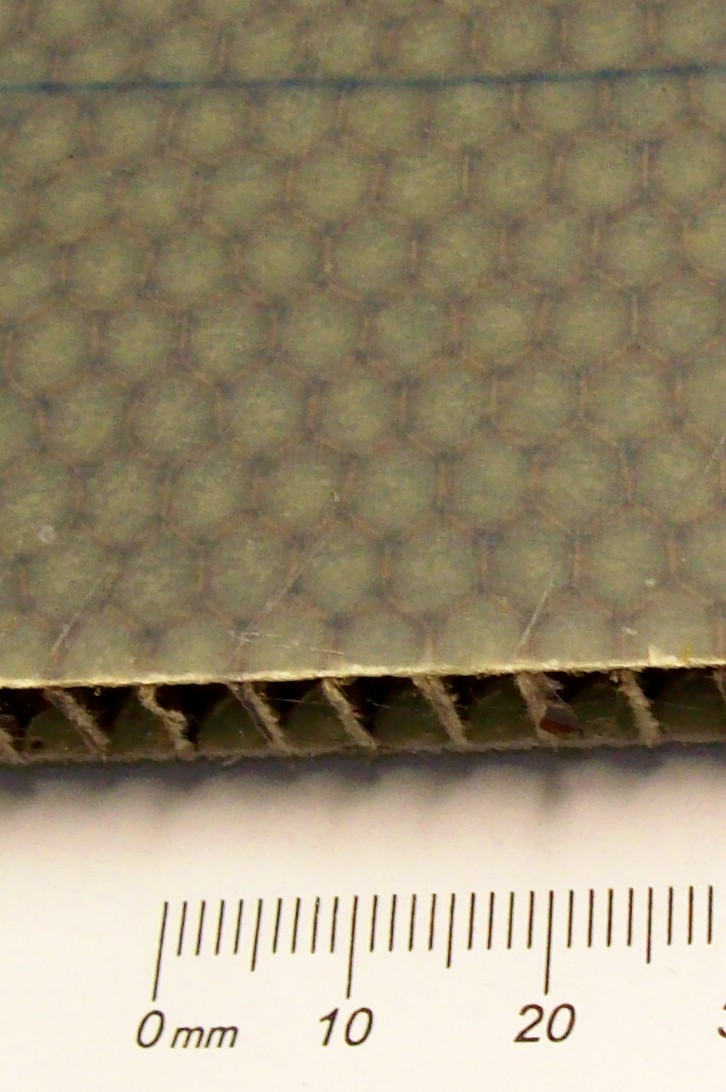
Un panel de nido de abeja de plástico reforzado con fibra de vidrio.

Su elaboración se determina por la imitación de la estructura típica de un panal de abejas con el objetivo de obtener una cantidad mínima de material que tenga tanto el costo como el peso mínimo del propio material. Aunque es imposible el imitar el amplio catálogo de formas que suelen tener los panales de abejas convencionales todas las estructuras de panal están compuestas de las celdas huecas y hexagonales. Como resultado la densidad del material disminuye en contraparte aumenta la resistencia a la compresión y al corte.
En la industria aquellos materiales que se fabrican con la estructura de panal tienen que sobreponerse sobre placas para unirse entre sí, de este modo se obtiene el efecto panal adquiriendo una alta resistencia a pesar de su peso, es por ello que suelen ser materiales como la fibra de vidrio, el aluminio ya que son materiales ligeros, los que toman esta forma. En forma general sus usos en la ingeniería se encuentran principalmente en la industria aeroespacial, utilizados en la fabricación de naves espaciales, cohetes, aviones en menor medida se puede utilizar para artículos específicos en otros campos como por ejemplo esquís, materiales de embalaje, muebles o en la industria automotriz para las estructuras de los automóviles. Por su parte la estructura se encuentra presente en la naturaleza no solo en los panales si no en caparazones de tortugas, la parte interna de las estructuras óseas, en algunas rocas debido al efecto del desgaste. Son también conocidos como panales hexagonales.
Para formar el esqueleto de la estructura de panal se requieren sobreponer cavidades hexagonales unidas, la razón de la forma hexagonal se deriva en el diseño: existen 3 prismas regulares los cuales son capaces de superponerse entre sí, sin que queden espacios, de los 3 anteriores que son: prisma triangular, prisma cuadrangular y prisma hexagonal. El que mayor volumen ocupa es este último. para cerrar las celdas que se crean en la estructura se cubre de igual manera con la forma óptima: 3 rombos iguales. Para su fabricación sintética existen métodos de manufactura: como el método de expansión que se logra por medio de extrusión generando un núcleo en la estructura hexagonal.

## Historia
El panal hexagonal de la abeja melífera ha sido admirado y estudiado desde la antigüedad. Según la mitología griega, el primer panal artificial fue fabricado por Dédalo en oro mediante el proceso de fundición a la cera perdida hace más de 3000 años. Marco Terencio Varrón informó que los geómetras griegos Euclides y Zenodoro descubrieron que la forma hexagonal es la que hace un uso más eficiente del espacio y de los materiales de construcción. Las nervaduras internas y las cámaras ocultas en la cúpula del Panteón de Roma son un ejemplo temprano de una estructura de panal.
Galileo Galilei discutió en 1638 la resistencia de los sólidos huecos: "El arte, y aún más la naturaleza, hacen uso de estos en miles de operaciones en las que se incrementa la robustez sin añadir peso, como se observa en los huesos de las aves y en muchos tallos que son ligeros y muy resistentes a la flexión y a la rotura". Robert Hooke descubrió en 1665 que la estructura celular natural del corcho es similar al panal hexagonal de las abejas. En 1859, Charles Darwin afirmó que "el panal de la abeja, hasta donde podemos ver, es absolutamente perfecto en la economía de trabajo y cera".
Se cree que las primeras estructuras de panal hechas de papel fueron elaboradas por los chinos hace 2000 años para fines ornamentales, aunque no se han encontrado referencias directas. Las estructuras de papel tipo panal y el proceso de fabricación por expansión fueron inventados en Halle/Saale, Alemania, por Hans Heilbrun en 1901 para aplicaciones decorativas. Las primeras estructuras de panal hechas de láminas metálicas corrugadas fueron propuestas para la apicultura en 1890. Para el mismo propósito, como láminas de base para cosechar más miel, en 1878 se patentó un proceso de moldeado de panales utilizando una mezcla de papel y adhesivo. Las tres técnicas básicas para la producción de panales que aún se utilizan hoy en día —expansión, corrugado y moldeado— ya se habían desarrollado en 1901 para aplicaciones no estructurales.
Hugo Junkers fue el primero en explorar la idea de un núcleo de panal dentro de una estructura laminada. Propuso y patentó los primeros núcleos de panal para aplicaciones aeronáuticas en 1915. Describió detalladamente su concepto de reemplazar las estructuras de aviones recubiertas de tela por láminas metálicas, argumentando que una lámina metálica también puede soportar carga de compresión si está apoyada a intervalos muy pequeños mediante la disposición de celdas cuadradas, rectangulares, triangulares o hexagonales. El problema de unir una piel continua a núcleos celulares llevó posteriormente a Junkers a desarrollar estructuras corrugadas abiertas, que podían ser remachadas o soldadas.
El primer uso de estructuras de panal para aplicaciones estructurales fue propuesto de forma independiente para la construcción y publicado ya en 1914. En 1934, Edward G. Budd patentó un panel sándwich de panal de acero soldado a partir de láminas metálicas corrugadas, y en 1937 Claude Dornier buscó resolver el problema de la unión entre el núcleo y la piel presionando o laminando una piel plástica dentro de las paredes celulares del núcleo. La primera adhesión estructural exitosa de paneles sándwich de panal se logró en 1938 por Norman de Bruyne de Aero Research Limited, quien patentó un adhesivo con la viscosidad adecuada para formar filetes de resina sobre el núcleo de panal. El North American XB-70 Valkyrie hizo un uso extensivo de paneles de panal de acero inoxidable mediante un proceso de soldadura fuerte desarrollado especialmente para ello.

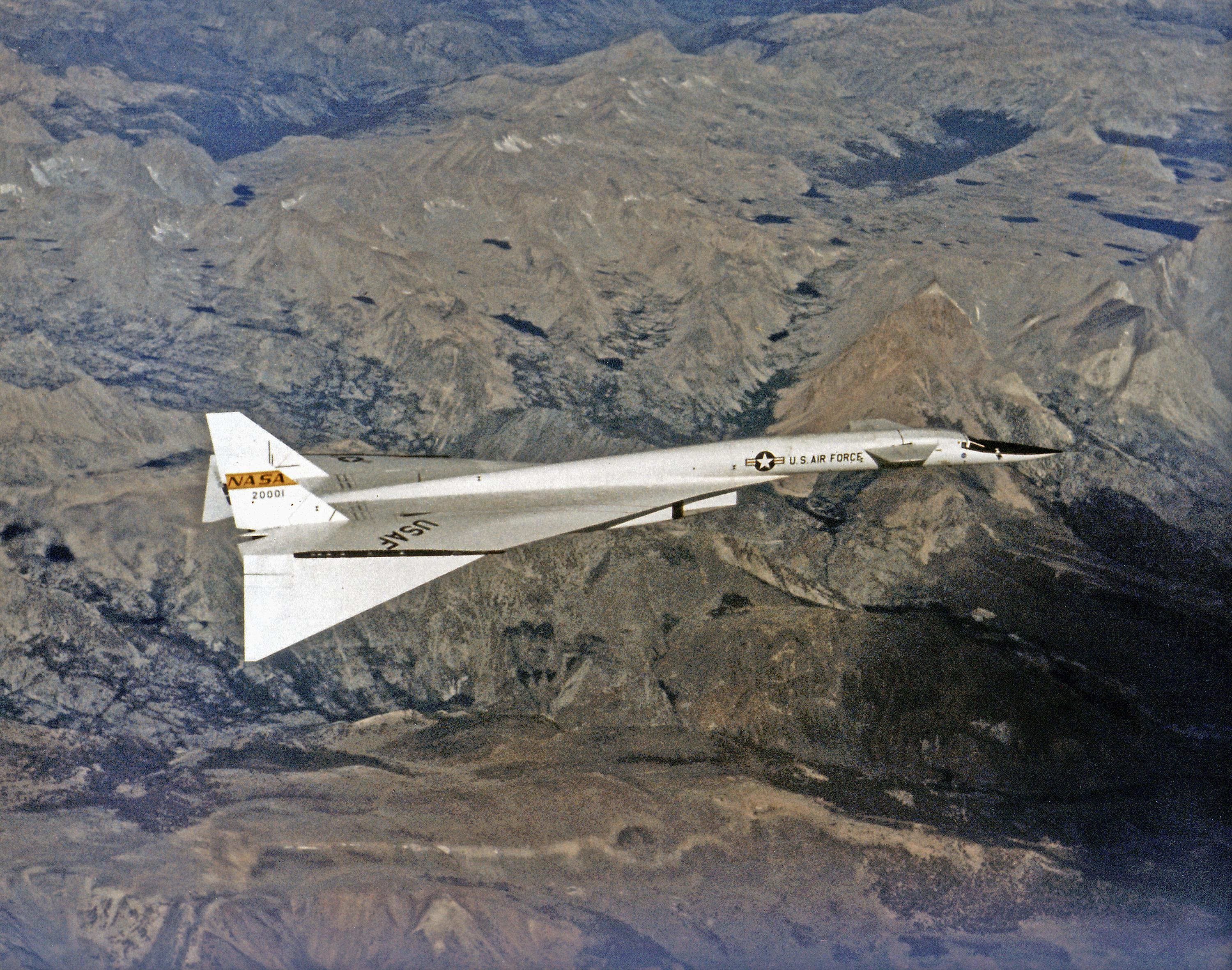
XB-70 del Centro de Investigación de Vuelo Dryden en 1968

Un resumen de los hitos más relevantes en la historia de la tecnología de panales se presenta a continuación:
- 60 a. C. Diodoro Sículo informa sobre un panal de oro fabricado por Dédalo mediante fundición a la cera perdida.

- 36 a. C. Marco Terencio Varrón informa sobre la eficiencia de la forma hexagonal en el uso del espacio y materiales.

- 126 Se reconstruye el Panteón en Roma utilizando una estructura de casetón en forma cuadrada para soportar la cúpula.

- 1638 Galileo Galilei analiza los sólidos huecos y cómo aumentan su resistencia sin añadir peso.

- 1665 Robert Hooke descubre que la estructura celular del corcho es similar al panal de las abejas.

- 1859 Charles Darwin afirma que el panal de la abeja es perfecto para economizar trabajo y cera.

- 1877 F. H. Küstermann inventa un proceso de moldeado de panales utilizando una mezcla de papel y adhesivo.

- 1890 Julius Steigel inventa un proceso de producción de panales a partir de láminas metálicas corrugadas.

- 1901 Hans Heilbrun inventa los panales de papel hexagonales y el proceso de producción por expansión.

- 1914 R. Höfler y S. Renyi patentan el primer uso de estructuras de panal para aplicaciones estructurales.

- 1915 Hugo Junkers patenta los primeros núcleos de panal para aeronaves.

- 1931 George Thomson propone utilizar panales de papel expandido para paneles de yeso ligeros.

- 1934 Edward G. Budd patenta un panel sándwich de panal de acero soldado.

- 1937 Claude Dornier patenta un panel sándwich de panal con pieles presionadas en estado plástico dentro de las paredes del núcleo.

- 1938 Norman de Bruyne patenta la adhesión estructural de paneles sándwich de panal.

- 1941 John D. Lincoln propone el uso de panales de papel expandido para radomos de aeronaves.

- 1948 Roger Steele aplica el proceso de expansión usando láminas compuestas reforzadas con fibra.

- 1969 El Boeing 747 incorpora panales resistentes al fuego fabricados por Hexcel Composites usando papel de fibra de aramida Nomex de DuPont.

- Década de 1980 Se introducen panales termoplásticos fabricados mediante procesos de extrusión.

## Fabricación
La fabricación de las estructuras de panal consiste en tres técnicas: por medio de la expansión el moldeado y la corrugación, cabe señalar que estas formas no permiten la aplicación de compresión. Gracias a los desarrollos en la industria, la fabricación actual permite la compresión a través del proceso de expansión y corrugación en materiales como el aluminio o los plásticos reforzados. Para la fabricación de paneles de plástico se utiliza el proceso de extrusión con tubos para luego cortar los paneles resultantes. Estos procesos permiten una producción continua y en línea con el panel en forma de emparedado. Para el proceso que involucra metales como el aluminio se utiliza el proceso de expansión con diferentes configuraciones, la configuración tradicional de un núcleo hexagonal y las configuraciones especiales que permiten aprovechar al máximo los beneficios de las estructuras de panal. Los materiales plásticos y metálicos no son los únicos que pueden tratar, existen procesos no comunes para la producción de cartón, papel con fines de amortiguación y refuerzo.

## Propiedades
Las propiedades obtenidas por el diseño de la estructura de panal se obtienen gracias la rigidez y el peso: por un lado el peso es considerablemente Ligero en comparación a la gran rigidez que ofrece, cuando la estructura se compacta como si fuera un emparedado, los paneles resultantes adquieren la propiedad de reaccionar en diferentes orientaciones gracias a esto con base en las direcciones L y W. ganan también la propiedad de ser resistentes a la compresión esto es gracias la configuración hexagonal, las paredes de los paneles resisten mucho con respecto a otras con su mismo peso que no están configuradas de forma hexagonal.
Por otra parte, las propiedades mecánicas se obtienen de igual forma por la formación celular, aunque su resistencia varía según la dirección en la que se aplique una carga, la tensión es alta y la densidad es baja. La tensión crítica que se obtiene es alta, sin importar el material el panal genera una meseta en la tensión, una vez alcanzada la máxima tensión se obtiene una mayor densidad en el material gracias a la compresión de las paredes empujándose entre sí. Aunque generalmente estas propiedades se optimizan con una formación hexagonal en las aplicaciones de ingeniería también se utilizan paneles triangulares o cuadrados dependiendo de la tensión y el peso que se busca obtener, ya que la densidad y la tensión dependen de la geometría que poseen los paneles.

## Aplicaciones
Las aplicaciones son fundamentales en diversos ámbitos principalmente en la ingeniería:
| Industria    | Aplicación                                                                              |
| ------------ | --------------------------------------------------------------------------------------- |
| Aeroespacial | Planeadores, Helicópteros, estructuras de aviones, estructuras de cohetes, telescopios. |
| Automotriz   | Desarrollo de iluminacion led, uso para altavoces, estructuras del automóvil.           |
| Deportes     | Tablas de nieve.                                                                        |
| Carpintería  | Estructura de muebles.                                                                  |

Para la aerodinámica las redes de paneles hexagonales tiene una aplicación específica: ayuda a manipular turbulencias de viento, así como crear un túnel de viento con características específicas de temperatura y velocidad. En las turbinas se utiliza estas mallas en la parte trasera evitando así la turbulencia, también se utilizan como protección para eliminar las pequeñas partículas que puedan introducirse y crear turbulencias. Se utiliza en equipos de cómputo que buscan regular la temperatura y se colocan para liberar el flujo de aire con una temperatura baja de igualmente las celdas en forma hexagonal protegen al ventilador del equipo de pequeñas rebabas que puedan introducirse.